# Красноусово
Красноу́сово — село в Тюкалинском районе Омской области. Административный центр Красноусовского сельского поселения.

## История
Основано в 1896 году. В 1928 году село Красноусова состояло из 111 хозяйств, основное население — русские. В административном отношении являлось центром Красноусовского сельсовета Тюкалинского района Омского округа Сибирского края.

## Население
| 1926 | 2010 |
| ---- | ---- |
| 558  | ↗581 |

## Улицы
| - ул. 30 лет Победы, - ул. 60 лет Октября, - ул. Гагарина, - ул. Зелёная, | - ул. Кирова, - ул. Ленина, - ул. Новая. |